# Marsland – Kein Ort zum Überleben
Marsland – Kein Ort zum Überleben (Originaltitel Martian Land) ist ein US-amerikanischer Science-Fiction-Katastrophenfilm aus dem Jahr 2015 von Scott D. Wheeler.

## Handlung
Aufgrund von Ausbeutung der natürlichen Ressourcen, Umweltverschmutzung und dem Ausbruch des Yellowstone-Vulkans wurde die Erde nahezu unbewohnbar für Menschen gemacht. Daher flüchteten große Teile der Menschheit auf den Mars. Auf dem Mars bauten die Menschen ihre von der Erde bekannten Städte nach. Dank kuppelartiger Kraftfelder sind die Städte vor der fremden Umgebung geschützt. Eines Tages tobt ein riesiger Sandsturm auf den Mars, der so kräftig ist, dass er die Kuppel von Mars New York zerstört und daraufhin die komplette Stadt. Von dieser Katastrophe erfahren die Bewohner von Mars Los Angeles, die nun einen Weg finden müssen, den Sandsturm zu stoppen. Zu allem Überfluss werden durch den Sturm die Vulkane auf dem Mars reaktiviert.
Dr. Foster wird von der Erde zu Mars Los Angeles geschickt, um eine Lösung zu finden und zu verhindern, dass der Sturm die Stadt trifft. Er ist gezwungen, mit dem Piloten Neil zusammenzuarbeiten, der mit Dr. Fosters Ex-Frau Miranda liiert ist. Schon alleine deswegen ist Dr. Foster über diesen Auftrag überhaupt nicht begeistert. Außerdem ist er damit beschäftigt, die Erde zu säubern. Als er auf dem Mars ankommt, entwickelt er eine erste Idee, den Sturm zu bekämpfen. Mit EMF-Impulsen will er den Sturm soweit abschwächen, dass er die Kuppel von Mars Los Angeles nicht mehr durchdringen kann. Miranda, die leitende Marsforscherin, ist von der Operation abgelenkt, da sie sich Sorgen um ihre jugendliche Tochter Ellie macht, die mit ihrer Lebensgefährtin Ida in den Tunneln unter den Ruinen des Mars New York gefangen ist. Einst bestand eine direkte Verbindung zwischen Mars New York und Mars Los Angeles. Reiger, die Militärbefehlshaberin, verlangt von ihr, Kollateralschäden zu akzeptieren.

## Hintergrund

### Produktion
Der Film ist ein Mockbuster zu Der Marsianer – Rettet Mark Watney mit Matt Damon in der Hauptrolle. Die Dreharbeiten fanden in den kalifornischen Städten Los Angeles und Burbank statt. Die Szenen auf dem wüsten Mars wurden in Lucerne Valley und Shaver Lake realisiert.

### Veröffentlichung
Der Film erschien am 6. Oktober 2015 als Direct-to-Video veröffentlicht. In Deutschland startete der 18. März 2016 in den Videoverleih.

## Rezeption
„Lahmer Science-Fiction-Trash, der dem Thema Weltraum-Kolonisierung keinerlei originelle Aspekte abringt. Abgesehen von den miserablen Effekten und Darstellern fällt vor allem die Ignoranz gegenüber Naturgesetzen auf.“

Radio Times gab dem Film 2 von 5 Sternen. Auch The Movie Scene vergibt lediglich 2 von 5 Sternen und hebt hervor, dass Lane Townsends Schauspiel „der beste Teil des Films sei“. Movie Mag fand die Prämisse des Films faszinierend, kam aber zu dem Schluss, dass der Film „auf Schritt und Tritt Mist gebaut hat“. Moria bemerkte, dass dieser Film zwar das gleiche Setting wie Der Marsianer – Rettet Mark Watney verwendete, obwohl die Geschichte ganz anders war. Moria bemerkt auch, dass dieser Film besser funktioniert als die meisten anderen Filme von The Asylum. Auch wird die wissenschaftliche Genauigkeit in Frage gestellt.
Aufgrund zu weniger Abstimmungen hat der Film auf Rotten Tomatoes keine Wertung. In der Internet Movie Database hat der Film bei über 400 Stimmabgaben eine Wertung von 3,1 von 10,0 möglichen Sternen (Stand: März 2024).